# Girgensohnia
Girgensohnia es un género de plantas fanerógamas pertenecientes a la familia Amaranthaceae. Comprende 10 especies descritas y de estas, solo 5 aceptadas. Se encuentra en el oeste de centro de Asia.

## Descripción
Es una planta anual con hojas rígidas opuestas. Flores perfectas, bracteolada. Perianto libre casi hasta la base, 2 o 3 de ellos con forma de ala  en la fruta. Estambres 5, insertos en un disco carnoso  lobulado; anteras con apéndices estrechos sublineales. Ovario con un estilo corto y estigmas 2. Fruto vertical, semillas verticales, con embrión espiral y radícula apuntando hacia arriba.

## Taxonomía
El género fue descrito por  Alexander von Bunge y publicado en Flora Rossica 3: 835. 1851. La especie tipo es: Girgensohnia oppositiflora (Pall.) Fenzl

## Especies aceptadas
A continuación se brinda un listado de las especies del género Girgensohnia aceptadas hasta octubre de 2012, ordenadas alfabéticamente. Para cada una se indica el nombre binomial seguido del autor, abreviado según las convenciones y usos.
- Girgensohnia bungeana Sukhor.
- Girgensohnia diptera Bunge
- Girgensohnia imbricata Bunge
- Girgensohnia minima Korovin
- Girgensohnia oppositiflora (Pall.) Fenzl